# Robert Dellnitz
Robert Dellnitz (* 10. Juli 1969 in Jičín, Tschechoslowakei) ist ein ehemaliger deutscher Volleyball-Nationalspieler.
Robert Dellnitz spielte in der DDR für den TSC Berlin, mit dem er 1986 Meister und Pokalsieger wurde, und seit 1989 in der Nationalmannschaft. Insgesamt spielte er 206 Mal für die A-Nationalmannschaft (davon 25 Mal für die DDR). Mit Post Telekom Berlin stieg er 1991 in die Bundesliga auf. Mit dem SCC Berlin wurde er Deutscher Meister und Deutscher Pokalsieger.